# Pilar Ramírez Tello
Pilar Ramírez Tello (Granada, 21 de junio de 1976) es una traductora literaria, traductora técnica y traductora jurada de inglés. Ha traducido sagas literarias como Los juegos del hambre o Divergente.

## Carrera universitaria
En 1994, Pilar se matriculó en la Universidad de Granada para cursar la licenciatura en Traducción e Interpretación. En 1999, tras licenciarse, decidió ampliar su formación y realizar un máster en Literatura comparada y traducción en Estados Unidos, más concretamente en la Universidad de Binghamton en el estado de Nueva York. Una vez finalizada su formación, pasaron unos años hasta que se dedicó a la traducción literaria a tiempo completo.

## Carrera profesional
A fecha de 2017, ha traducido más de medio centenar de libros para editoriales como RBA, Salamandra o Penguin Random House, entre ellos parte de las Grandes Novelas de H. G. Wells, la trilogía de Los Juegos del Hambre de Suzanne Collins y la serie de Divergente de Verónica Roth, así como algunos de los libros de la saga crónicas del Campamento Mestizo, de Rick Riordan.
Además de realizar traducciones literarias, trabaja como traductora autónoma para diversas empresas, y trabajó durante año y medio como profesora adjunta de español en el Departamento de Lenguas Romances en la Universidad de Binghamton.

### Acuñación del término «sinsajo»
Pilar Ramírez Tello fue la creadora del término «sinsajo», el icónico pájaro de la novela de ciencia ficción distópica Los juegos del hambre, que posteriormente daría título a las películas de dicha saga. La propia Pilar ha explicado en varias entrevistas el proceso que siguió para crear dicha palabra, cuyo equivalente en inglés es «Mockingjay».
En la historia, este pájaro es una cría que nace del cruce de dos aves, el «jabberjay» y el «mockingbird». Por tanto, Pilar comenzó por analizar la palabra «jabberjay», para intentar averiguar el proceso de formación que había usado la autora para crearla. La palabra está compuesta por «jay», que es un tipo de pájaro («arrendajo» o «azulejo» en español), y «jabber», que significa farfullar o hablar atropelladamente. Tras varias pruebas para crear un término más o menos equivalente, convirtió «jabber» en «charla» y «jay» en las dos últimas letras de «arrendajo», de ahí «charlajo». Después, pasó a analizar la palabra «mockingjay». «Mockingbird» es «sinsonte» en español (no ruiseñor, como podría imaginarse por la traducción del libro y la película de To Kill a Mockingbird), lo que la inspiró a combinar las palabras sinsonte y charlajo. Finalmente se decidió por el sustantivo "sinsajo", fruto de la unión de los morfemas sins- y -ajo de los nombres de ambas aves.

## Obras traducidas
A continuación se listan las obras cuya traducción ha sido efectuada por Ramírez Tello:
| Autor                | Título                                 | Editorial            | Año  |
| -------------------- | -------------------------------------- | -------------------- | ---- |
| Asimov, Isaac        | El robot completo                      | Alamut               | 2008 |
| Banks, Iain M.       | Contra la oscuridad                    | La factoría de ideas | 2005 |
| Barker, Clive        | Libros de sangre                       | La factoría de ideas | 2004 |
| Beukes, Lauren       | Las luminosas                          | RBA                  | 2013 |
| Bourchardt, Alice    | El rey lobo                            | La factoría de ideas | 2003 |
| Bowman, Erin         | La trampa de los 18                    | Montena              | 2013 |
| Broderik, Damien     | Jugar a dioses                         | La factoría de ideas | 2003 |
| Brooks, Max          | Guerra Mundial Z (novela)              | Almuzara             | 2008 |
| Carl, Jason          | Las leyes del Elíseo                   | La factoría de ideas | 2002 |
| Carter, Ally         | Ladrona con clase                      | RBA                  | 2011 |
| Collins, Suzanne     | Los juegos del hambre                  | RBA                  | 2009 |
|                      | En llamas                              | RBA                  | 2010 |
|                      | Sinsajo                                | RBA                  | 2011 |
|                      | Un año en la selva                     | RBA                  | 2013 |
| Connolly, John       | El libro de las cosas perdidas         | Oniro                | 2008 |
| Crowley, Cath        | Una noche en la luna                   | RBA                  | 2011 |
| de Board, Aliette    | El ciclo de Xuya                       | Fata Libelli         | 2014 |
| Dixon, Nell          | No quiero decirte la verdad            | Algaida              | 2010 |
| Egan, Kate           | El mundo de los juegos del hambre      | RBA                  | 2012 |
| Bruber, Michael      | El chico de la bruja                   | Tropismos            | 2006 |
| Hesp, John           | Conan: El azote de la costa sangrienta | La factoría de ideas | 2003 |
| Houck, Colleen       | La maldición del tigre                 | RBA                  | 2011 |
|                      | El desafío del tigre                   | RBA                  | 2012 |
|                      | El viaje del tigre                     | RBA                  | 2013 |
| Howard, Linda        | Valle de pasión                        | Nefer                | 2008 |
| Hunt, Stephen        | El reino más allá de las olas          | Oniro                | 2009 |
| LaZebnik, Claire     | Fama y prejuicio                       | RBA                  | 2012 |
| MacHale, D.J.        | Pendragón: El mercader de la muerte    | Tropismos            | 2006 |
|                      | Pendragón: La ciudad perdida de Faar   | Tropismos            | 2007 |
| MacLeod, Ian R.      | Las edades de la luz                   | La factoría de ideas | 2005 |
| Magorian, Michelle   | Sencillamente Henry                    | Oniro                | 2009 |
| Matheson, Richard    | Los primeros cuentos                   | Gigamesh             | 2008 |
|                      | Nacido de hombre y mujer               | Gigamesh             | 2014 |
| McKinney, Meagan     | Hasta que el alba dome la noche        | Nefer                | 2007 |
|                      | Fugitiva                               | Nefer                | 2008 |
| Ngaire McGee, Glenys | El libro de los ghouls                 | La factoría de ideas | 2001 |
| Peters, Andrew       | El bosque de los cuervos               | RBA                  | 2011 |
|                      | El bosque de cristal                   | RBA                  | 2013 |
| Pratchet, Terry      | Los pequeños hombres libres            | Almuzara             | 2008 |
| Resnick, Mike        | Tomb Raider: El amuleto del poder      | La factoría de ideas | 2004 |
| Reynolds, Alastair   | Ciudad Abismo                          | La factoría de ideas | 2004 |
| Riordan, Rick        | Percy Jackson y los dioses griegos     | Salamandra           | 2015 |
| Robinson, Jon        | Sin lugar                              | RBA                  | 2013 |
| Roth, Veronica       | Divergente                             | RBA                  | 2011 |
|                      | Insurgente                             | RBA                  | 2012 |
|                      | Leal                                   | RBA                  | 2014 |
|                      | Cuatro                                 | RBA                  | 2015 |
| Skemp, Ethan         | Guardianes de los túmulos              | La factoría de ideas | 2002 |
| Smith, Craig         | La imagen del Mesías                   | Algaida              | 2010 |
|                      | La lanza sagrada                       | Algaida              | 2010 |
| Tahir, Sabaa         | Una llama entre cenizas                | Montena              | 2015 |
| Waters, Daniel       | Generación Dead                        | RBA                  | 2009 |
|                      | Beso de vida                           | RBA                  | 2010 |
|                      | Extrañas apariencias                   | RBA                  | 2011 |
| Wells, H.G.          | El hombre invisible                    | RBA                  | 2012 |
|                      | La isla del Doctor Moreau              | RBA                  | 2012 |
| Wiseman, Richard     | 59 segundos                            | RBA                  | 2010 |
| Yancey, Rick         | La quinta ola                          | RBA                  | 2013 |
|                      | El mar infinito                        | RBA                  | 2014 |
|                      | La última estrella                     | RBA                  | 2016 |